# Apáca (vallás)
A települést lásd az Apáca (Brassó megye) címszó alatt.

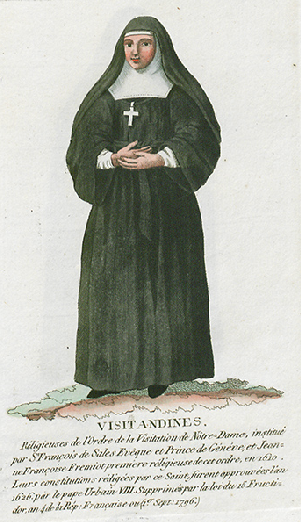
A vizitációs rend apácáinak öltözete (1811)

Az apáca (a lat. abbatissa, 'apátnő' szóból) vagy szerzetesnő olyan nő, aki fogadalmat tett, hogy egy vallásnak szenteli az életét. Apácák vannak többek közt a katolikus, ortodox keresztény, anglikán, evangélikus felekezetben, a kereszténységen kívül pedig a buddhista és dzsainista vallásban is. Zárt női közösségben, zárdában élnek. Az apáca férfi megfelelője a szerzetes.

## Fordítás
- Ez a szócikk részben vagy egészben a Nun című angol Wikipédia-szócikk fordításán alapul.  Az eredeti cikk szerkesztőit annak laptörténete sorolja fel. Ez a jelzés csupán a megfogalmazás eredetét és a szerzői jogokat jelzi, nem szolgál a cikkben szereplő információk forrásmegjelöléseként.